# Arrol-Johnston

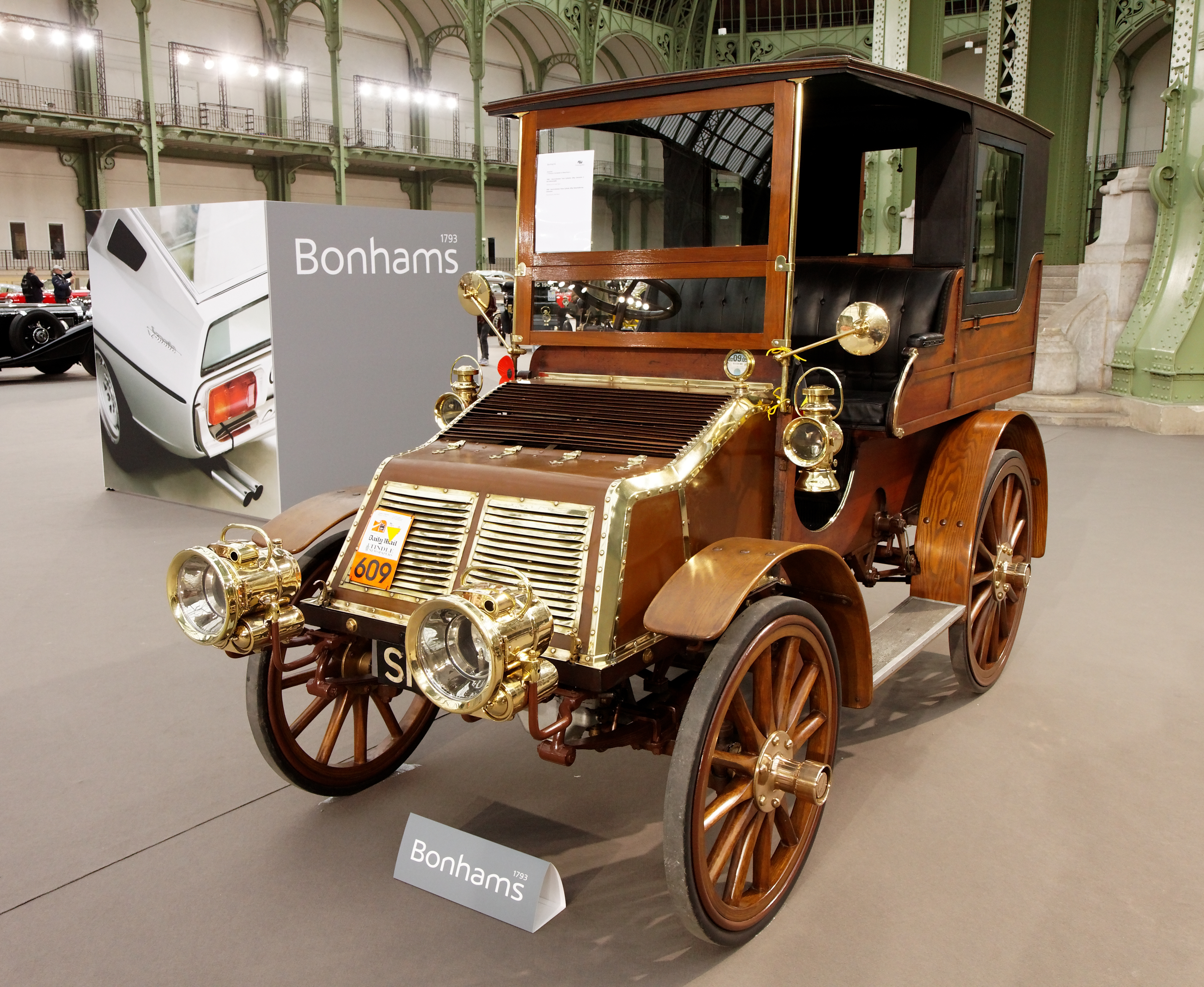
Arrol-Johnston 20 HP Limousine, Baujahr 1904 während der Ausstellung „110 ans de l’automobile“ im Grand Palais

Arrol-Johnston von 1902 (links)

Arrol-Johnston war eine britische Automarke.

## Unternehmensgeschichte
Das Unternehmen Mo-Car Syndicate Limited begann 1897 in Camlachi bei Glasgow mit der Produktion von Automobilen. 1906 erfolgte eine Umbenennung in The New Arrol-Johnston Car Co Limited und der Umzug nach Paisley. 1913 erfolgte eine erneute Umbenennung in Arrol-Johnston Limited und der Umzug nach Heathhall bei Dumfries. 1927 wurde infolge einer Zusammenarbeit mit Aster Engineering das Unternehmen in Arrol-Johnston & Aster Engineering Co Limited umbenannt. Danach wurde für einige Modelle der Markenname Arrol-Aster verwendet. 1931 endete die Produktion.
Ein Fahrzeug von Arrol-Johnston war der vom britischen Polarforscher Ernest Shackleton geleiteten Nimrod-Expedition (1907–1909) im Einsatz. Der Arrol-Eisfall wurde aus diesem Grund nach dem Unternehmen benannt.

## Fahrzeuge
| Modell        | Bauzeit   | Zylinder | Hubraum cm³   |
| ------------- | --------- | -------- | ------------- |
| 10 HP Dogcart | 1898–1907 | 2        | 3230          |
| 12/15 HP      | 1906–1909 | 2        | 2857          |
| 24/30 HP      | 1906–1909 | 4        | 4516          |
| 38/45 HP      | 1907–1908 | 4        | 8826          |
| 16/25 HP      | 1908–1909 | 4        | 4330          |
| 15.9 HP       | 1910–1915 | 4        | 2409          |
| 23/9 HP       | 1911–1913 | 6        | 3619          |
| 11.9 HP       | 1912–1914 | 4        | 1795          |
| 15.9 HP       | 1912–1913 | 4        | 2815          |
| 20.9 HP       | 1914–1915 | 4        | 3642          |
| 17.9 HP       | 191500000 | 4        | 2724          |
| Victory       | 191800000 | 4        | 2815          |
| 15.9 HP       | 1919–1928 | 4        | 2413 und 2616 |
| 20 HP         | 192200000 | 4        | 3290          |
| 24/70 HP      | 192700000 | 6        | 3468          |
| 21/60 HP      | 192800000 | 6        | 3048          |
| 17/50 HP      | 1928–1931 | 6        | 2361          |
| 23/70 HP      | 1928–1931 | 8        | 3150          |

Mehrere Fahrzeuge dieser Marke sind im Riverside Museum in Glasgow zu besichtigen.

## Nutzfahrzeuge
Zwischen 1904 und 1915 stellte die Firma auch Lastkraftwagen bis zu 3 Tonnen mit Unterflurmotor und Kettenantrieb her. Die 2,5- und 3-Tonner wurden ab 1913 mit Kardanantrieb versehen. Einige Fahrzeuge gab es auch mit batterie-elektrischem Antrieb.